# David Dobrik
David Julian Dobrik  (/doʊbrɪk/; n. 23 iulie 1996, Kosice, Slovacia) este un vlogger și personalitate din mediul online. Dobrik și-a găsit succesul pe platforma socială Vine, înainte de a-și lansa canalul propriu de Youtube, în 2015.
Până în septembrie 2020, cananul său de YouTube a acumulat 18 milioane de abonați și 7.7 miliarde de vizualizări. În 2019, Dobrik a fost clasat pe locul 5 în topul celor mai populari creatori de conținut de pe platformă.  În același an, Dobrik a făcut parte din juriul emisiunii produse de Nickelodeon, America's Most Musical Family. Din 2020, Dobrik este gazda show-ului Dodgeball Thunderdome.

## Copilărie
David Dobrik s-a născut pe 23 iulie 1996 în Kosice, Slovacia. Familia sa s-a mutat în Vernon Hills, Illinois, când David avea șase ani.  A studiat la Vernon Hills High School, unde și-a descoperit pasiunea pentru tenis. După absolvirea liceului, Dobrik se mută în Los Angeles pentru a-și urma cariera în Vine.

## Cariera
Dobrik și-a postat primul Vine în 2013. A urmat să colaboreze cu alți creatori populari ai aplicației, ca Liza Koshy, Gabbie Hanna, Jason Nash și Zane & Heath. Înainte de a-și începe propriul canal de YouTube, Dobrik a făcut parte din grupul Second Class. Dobrik și-a lansat canalul de YouTube, David Dobrik, în 2015. Încă de la început, videoclipurile sale au constat în farse, întâlniri cu celebrități (Miranda Cosgrove, Snoop Dogg, Kourtney Kardashian, Justin Bieber, Charlie Puth, Kylie Jenner, Kendall Jenner) și sketch-uri comice bazate pe situații mai mult sau mai puțin scriptate. În videoclipurile sale, Dobrik colaborează des cu grupul său de prieteni, The Vlog Squad.
În august 2016, Dobrik își lansează al doilea canal de Youtube, David Dobrik Too. Dobrik este de asemenea gazda podcastului Views, alături de Jason Nash, cu intervenții ocazionale din partea prietenilor lor, Natalie Mariduena și Joe Vulpis.
În 2018, Dobrik primește din partea YouTube Butonul de Diamant, pentru depășirea pragului de 10 milioane de abonați. În noiembrie 2019, revista People îl desemnează pe Dobrik ca fiind Cel mai sexy idol, surclasând artiști precum Shawn Mendes și Harry Styles.

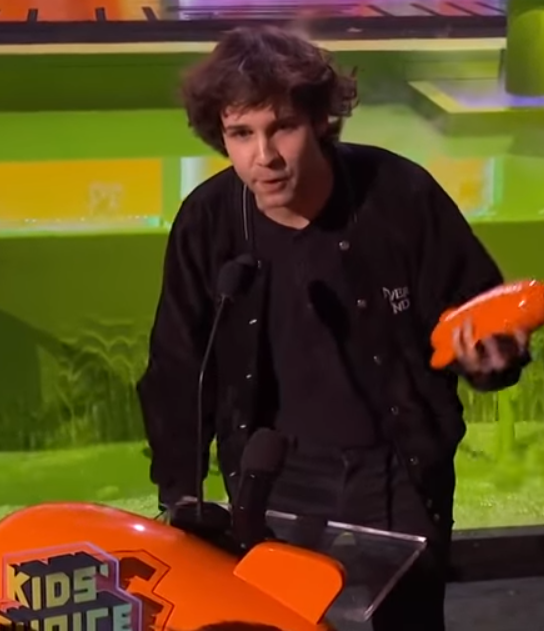
David Dobrik la Premiile Kids' Choice, 2019

În ianuarie 2020, Dobrik lansează aplicația mobilă Dispo. Aplicația a depășit un milion de descărcări, situându-se printre cele mai populare servicii gratuite de pe Apple's App Store. În noiembrie 2020, Dobrik a fost numit Cel mai sexy YouTuber al anului. În aceeași lună, Dobrik se numără printre prezentatorii galei Premiilor American Music. Dobrik mai este clasat și pe lista Forbes 30 Under 30, fiind numit de către Forbes unul dintre cele mai bine plătite staruri YouTube ale anului 2020.
În ianuarie 2021, Dobrik narează în format audiobook romanul Frankenstein de Mary Shelley, în parteneriat cu Spotify.

## Viață personală
Dobrik are două surori și un frate: Ester, Sara și Toby. Ca și cetățean slovac ce a intrat în copilărie pe teritoriul Statelor Unite și a rămas în mod ilegal, Dobrik este protejat de la deportare prin DACA. Dobrik a declarat într-un interviu din 2018 că știe să vorbească slovacă.
Dobrik a avut o relație amoroasă cu personalitatea online Liza Koshy din 2015 până în 2018. În data de 15 mai 2019, Dobrik s-a căsătorit oficial cu Lorraine Nash, mama YouTuberului Jason Nash, ca parte a unui sketch din vlogurile sale. Cei doi au divorțat în iunie 2019, după o lună de mariaj.

## Filmografie

### Filme
| An   | Titlu                | Rol           | Note         | Ref.   |
| ---- | -------------------- | ------------- | ------------ | ------ |
| 2016 | FML                  | Taylor Mackey | rol secundar | [ 30 ] |
| 2019 | Airplane Mode        | el însuși     | rol secundar | [ 31 ] |
| 2019 | Angry Birds Filmul 2 | Axel          | dublaj       | [ 32 ] |

### Scurtmetraje
| An   | Titlu            | Rol         | Note          | Ref.   |
| ---- | ---------------- | ----------- | ------------- | ------ |
| 2015 | An Interrogation | David Baker | rol principal | [ 33 ] |

### Videoclipuri muzicale
| An   | Cântec                | Artist        | Rol       | Regizor           | Ref.   |
| ---- | --------------------- | ------------- | --------- | ----------------- | ------ |
| 2017 | Sad Song              | Scotty Sire   | el însuși | 80Fitz            | [ 34 ] |
| 2017 | My Life Sucks         | Scotty Sire   | el însuși | 80Fitz            | [ 35 ] |
| 2017 | Gucci Bands           | Dom Zeglaitis | el însuși | Richard Selvi     | [ 36 ] |
| 2018 | David's Haunted House | Scotty Sire   | el însuși |                   | [ 37 ] |
| 2018 | Cozy                  | Trisha Paytas | el însuși | Andrew Vallentine | [ 38 ] |
| 2019 | Graduation            | Juice WRLD    | Ryan      | Jake Schreier     | [ 39 ] |
| 2020 | 25 Christmas Trees    | Scotty Sire   | el însuși | Juliana Accetone  | [ 40 ] |